# Греков, Ярослав Александрович
Яросла́в Алекса́ндрович Гре́ков (24 августа 1976) — российский политолог, публицист и журналист. Специалист по репутации. Творческий псевдоним «Моська Рунета». Известен многочисленными сетевыми провокациями.

## Биография
В 1993—98 получал образование в США в школе бизнеса имени Леонарда Н. Стерна Нью-Йоркского Университета (New York University Stern School of Business) по специальности «финансы и международный бизнес». До 2000 года работал брокером и финансовым аналитиком в одной иностранной (InterCapital Plc, тогда — EXCO USA) (1997—98) и нескольких российских компаниях: инвестиционной компании «Проспект» (1998) и в ИБГ «НИКойл» (сейчас — «Уралсиб») (2000), а также консультантом в фонде прямых инвестиций Sun Capital (2000).
В 2000 году основал скандальный сайт ricn.ru (Russian Internet Content News), на котором выкладывал информацию и сплетни о российских интернет-компаниях, заслужив репутацию «самого жёлтого обозревателя в Рунете». В ноябре 2003 года инсценировал собственную смерть.
В 2002—2003 году работал редактором новостного сайта cremlin.ru.
В 2003 году сотрудничал с КПРФ, был руководителем интернет-проектов ИТЦ при информационно-аналитическом отделе ЦК КПРФ, редактором официального сайта КПРФ. В 2004 году — руководитель пресс-службы молодёжного отделения партии «Родина», был организатором многих пиар-акций партии «Родина». В 2006 — координатор управления по работе с молодёжью ДПР.
В 2008 году — руководитель отдела по связям с общественностью сети магазинов «Дикси».
В 2011—2012 годах работал в политических проектах Михаила Прохорова — партии «Правое дело» и избирательном штабе на президентских выборах.
В 2013 году представил новый проект — группу в Фейсбуке RICN 2.0, посвященную интернет-стартапам и венчурным фондам.
Статьи Грекова публиковались во многих печатных и сетевых СМИ.